# Гора дракона (Крим)

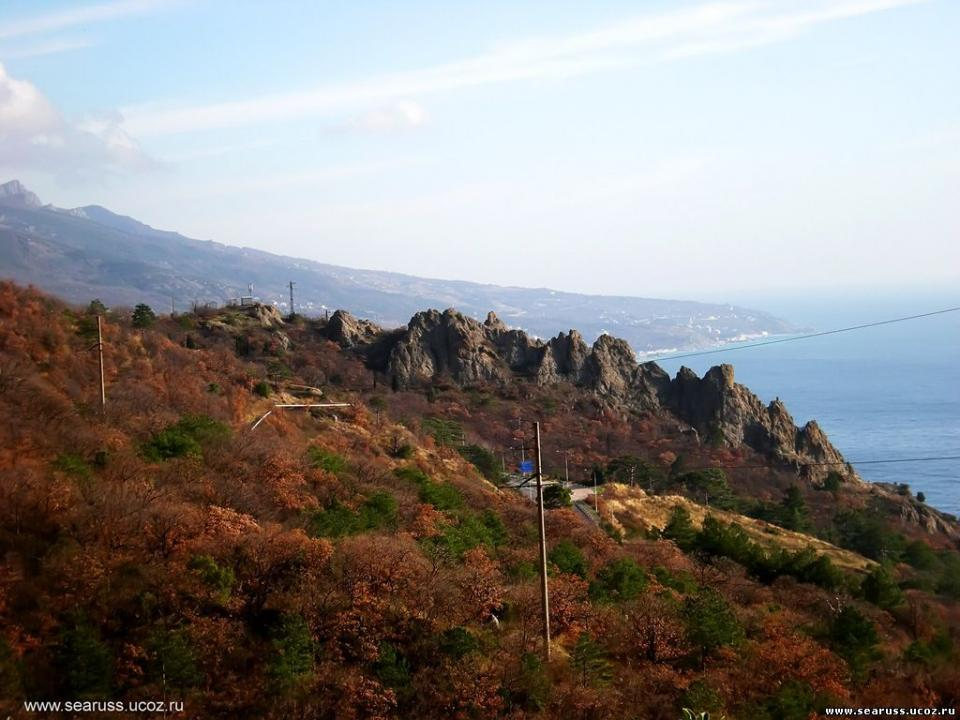
Гора Дракона, або Ай-Юрій.

Гора Дракона, або Ай-Юрій — геологічна пам'ятка середньоюрського вулканізму поблизу смт. Санаторне (АР Крим, Україна). Являє собою неузгоджену дайку, що прорвала тріасові та ранньоюрські породи приблизно 135—120 млн років тому та вийшла на поверхню в результаті ерозії. Складається з діабазів, базальтів та трахітів, що дуже виділяє її на фоні вапняків та крейди. Через гору прокладено автомобільний тунель Південнобережного шосе.
Біля підніжжя гори розташований санаторій «Південний» та пляж Мелласу.

### Корисні копалини
Як і на Карадазі, на горі Дракона було виявлено хризоліт, авгіт, топази, олівін та інші напівдорогоцінні каміння. Також експедиції геолого-географічного факультету Одеського національного університету імені І. І. Мечникова було знайдено перші алмази в Україні. Щоправда, кримські алмази занадто малі — менше міліметра, тож розробка алмазного родовища нерентабельна.
Також гора Дракона слугувала родовищем зеленого діабазу, з якого Воронцов Михайло Семенович побудував у Алупці Воронцовський палац.